# 1418年
| 千纪： | 2千纪 |
| 世纪： | 14世纪 \| 15世纪 \| 16世纪                                                                                 |
| 年代： | 1380年代 \| 1390年代 \| 1400年代 \| 1410年代 \| 1420年代 \| 1430年代 \| 1440年代                           |
| 年份： | 1413年 \| 1414年 \| 1415年 \| 1416年 \| 1417年 \| 1418年 \| 1419年 \| 1420年 \| 1421年 \| 1422年 \| 1423年 |
| 纪年： | 戊戌年（狗年）；明永乐十六年；范玉永寧二年；日本應永二十五年                                               |

## 大事记
- 勃艮第公爵無畏的約翰佔領了巴黎。
- 交趾黎利在蓝山起义，抗明十年战争爆发。
- 倭寇攻陷明朝浙江的松门卫（今松门镇）。
- 航海家亨利手下的航海家扎爾科和特謝拉在一次風暴後意外發現了馬德拉群島中的聖港島，並在隨後被贈予貴族巴爾托洛梅烏·佩雷斯特雷洛從事殖民活動。
- 東察合台汗國在瓦剌的打擊下，從別失八里遷都亦力把里。